# Georges Mathieu
Georges Mathieu (Boulogne-sur-Mer, Francia, 27 de enero de 1921 - 10 de junio de 2012) fue un pintor y publicista francés.
Tras estudiar Filosofía y Derecho, comenzó a pintar en 1942. En 1947 se estableció en París, y en la década de 1950 adquirió fama internacional como uno de los máximos representantes del Expresionismo abstracto.
Es en París donde comenzó a exponer sus obras, realizadas a base de manchas espontáneas de color, pero su gran innovación fue la introducción de fulgurantes improvisaciones de trazos caligráficos, que aparecen en su pintura ya a finales de la década de 1930. Considerando la pintura como una «pura manifestación del ser», y más pura cuanto mayor era la velocidad con la que el artista creaba su obra, convierte su pintura en espectáculo al elaborar sus creaciones a gran escala, en público y en muy breve tiempo, anticipando de este modo los fenómenos artísticos conocidos bajo las denominaciones «happening» y «action painting». Así, en el teatro Sarah Bernardt de París realizó un cuadro de tres metros en menos de una hora, y en Tokio otro de doce metros en veinte minutos.
Resulta característica de este autor la elección de los títulos de sus cuadros tomando como base batallas y hechos históricos de la historia de Francia, de ahí denominaciones tales como La muerte de Felipe el Atrevido (1952), La batalla de Bouvines (1954) y Los Capetos doquiera que sea (1954).